# Vigna megatyla
Vigna megatyla là một loài thực vật có hoa trong họ Đậu. Loài này được (Piper) A. Delgado miêu tả khoa học đầu tiên năm 1993.